# Pod Rakytovom
Pod Rakytovom – dolina w zachodniej części Wielkiej Fatry na Słowacji. Opada spod szczytu Jelenca (1126 m) w kierunku zachodnim do Kotliny Turczańskiej we wsi Mošovce. Jej zbocza tworzą dwa grzbiety Jelenca; zachodni i południowo-zachodni z wzniesieniem Malinie (826 m). Na skraju lasu u wylotu doliny stoi leśniczówka.
Dolina wyżłobiona jest w skałach wapiennych. Jest sucha, porośnięta lasem i bez stałego cieku wodnego. Potok Rybnik wypływa dopiero u jej wylotu w osadzie Rybniky. Dolinka znajduje się w obrębie Parku Narodowego Małej Fatry.